# Grand Prix Szwajcarii 1954
Grand Prix Szwajcarii 1954 (oryg. Grosser Preis der Schweiz) – 7. runda Mistrzostw Świata Formuły 1 w sezonie 1954, która odbyła się 22 sierpnia 1954 po raz 5. na torze Circuit Bremgarten.
14. Grand Prix Szwajcarii, 5. zaliczane do Mistrzostw Świata Formuły 1.
Była to ostatnia Grand Prix w Szwajcarii. W 1955 roku w wyścigu 24h Le Mans Pierre Levegh miał najpoważniejszy w skutkach wypadek w historii. Tracąc kontrolę nad bolidem wpadł w trybuny zabijając 83 osoby i raniąc ponad 100. Po tych wydarzeniach rząd Szwajcarii zamknął wszystkie tory i zakazał wyścigów. W 1982 roku odbyło się kolejne Grand Prix pod szyldem „Szwajcarii”, lecz miało ono miejsce we Francji na torze Dijon-Prenois.

## Wyniki

### Kwalifikacje
Źródło: statsf1.com
| P  | Nr | Kierowca              | Konstruktor(-silnik) | Opony | Czas   | Odstęp | Strata |
| -- | -- | --------------------- | -------------------- | ----- | ------ | ------ | ------ |
| 1  | 20 | José Froilán González | Ferrari              | P     | 2:39,5 | –      | –      |
| 2  | 4  | Juan Manuel Fangio    | Mercedes             | C     | 2:39,7 | +0,2   | +0,2   |
| 3  | 32 | Stirling Moss         | Maserati             | P     | 2:41,4 | +1,7   | +1,9   |
| 4  | 26 | Maurice Trintignant   | Ferrari              | P     | 2:41,7 | +0,3   | +2,2   |
| 5  | 8  | Karl Kling            | Mercedes             | C     | 2:41,9 | +0,2   | +2,4   |
| 6  | 22 | Mike Hawthorn         | Ferrari              | P     | 2:43,2 | +1,3   | +3,7   |
| 7  | 6  | Hans Herrmann         | Mercedes             | C     | 2:45,0 | +1,8   | +5,5   |
| 8  | 18 | Ken Wharton           | Maserati             | D     | 2:46,2 | +1,2   | +6,7   |
| 9  | 28 | Sergio Mantovani      | Maserati             | P     | 2:56,9 | +10,7  | +17,4  |
| 10 | 12 | Clemar Bucci          | Gordini              | E     | 3:04,1 | +7,2   | +24,6  |
| 11 | 24 | Umberto Maglioli      | Ferrari              | P     | 3:08,2 | +4,1   | +28,7  |
| 12 | 30 | Roberto Mieres        | Maserati             | P     | 3:09,3 | +1,1   | +29,8  |
| 13 | 34 | Harry Schell          | Maserati             | P     | 3:12,1 | +2,8   | +32,6  |
| 14 | 10 | Jean Behra            | Gordini              | E     | 3:16,4 | +4,3   | +36,9  |
| 15 | 14 | Fred Wacker           | Gordini              | E     | 3:20,3 | +3,9   | +40,8  |
| 16 | 2  | Jacques Swaters       | Ferrari              | E     | 3:20,4 | +0,1   | +40,9  |
| P  | Nr | Kierowca              | Konstruktor(-silnik) | Opony | Czas   | Odstęp | Strata |

### Wyścig
Źródła: statsf1.com
| P                                                     | + / – | Nr | Kierowca                | Konstruktor | Opony | Okr. | Czas / Strata | Komentarz            |
| ----------------------------------------------------- | ----- | -- | ----------------------- | ----------- | ----- | ---- | ------------- | -------------------- |
| 1                                                     | 1     | 4  | Juan Manuel Fangio      | Mercedes    | C     | 66   | 3:00:34,5     |                      |
| 2                                                     | 1     | 20 | José Froilán González   | Ferrari     | P     | 66   | +57,8         |                      |
| 3                                                     | 4     | 6  | Hans Herrmann           | Mercedes    | C     | 65   | +1 okr.       |                      |
| 4                                                     | 8     | 30 | Roberto Mieres          | Maserati    | P     | 64   | +2 okr.       |                      |
| 5                                                     | 4     | 28 | Sergio Mantovani        | Maserati    | P     | 64   | +2 okr.       |                      |
| 6                                                     | 2     | 18 | Ken Wharton             | Maserati    | D     | 64   | +2 okr.       |                      |
| 7                                                     | 4     | 24 | Umberto Maglioli        | Ferrari     | P     | 61   | +5 okr.       |                      |
| 8                                                     | 8     | 2  | Jacques Swaters         | Ferrari     | E     | 58   | +8 okr.       |                      |
| Niesklasyfikowani                                     |       |    |                         |             |       |      |               |                      |
|                                                       |       | 8  | Karl Kling              | Mercedes    | C     | 38   | +28 okr.      | pompa paliwowa       |
|                                                       |       | 26 | Maurice Trintignant     | Ferrari     | P     | 33   | +33 okr.      | silnik               |
|                                                       |       | 22 | Mike Hawthorn           | Ferrari     | P     | 30   | +36 okr.      | pompa olejowa        |
|                                                       |       | 34 | Harry Schell            | Maserati    | P     | 23   | +43 okr.      | pompa olejowa        |
|                                                       |       | 32 | Stirling Moss           | Maserati    | P     | 21   | +45 okr.      | pompa paliwowa       |
|                                                       |       | 14 | Fred Wacker             | Gordini     | E     | 10   | +56 okr.      | przekładnia          |
|                                                       |       | 10 | Jean Behra              | Gordini     | E     | 8    | +58 okr.      | sprzęgło             |
|                                                       |       | 12 | Clemar Bucci            | Gordini     | E     | 0    | +66 okr.      | pompa paliwowa       |
| Nie wystartowali / niedopuszczeni do ponownego startu |       |    |                         |             |       |      |               |                      |
|                                                       |       | 24 | Robert Manzon           | Ferrari     | P     | 0    |               | wypadek              |
|                                                       |       | 16 | Roy Salvadori           | Maserati    | P     | 0    |               | samochód niedostępny |
|                                                       |       | 36 | Emmanuel de Graffenried | Maserati    | P     | 0    |               | samochód niedostępny |
| P                                                     | + / – | Nr | Kierowca                | Konstruktor | Opony | Okr. | Czas / Strata | Komentarz            |

### Najszybsze okrążenie
Źródło: statsf1.com
| Nr | Kierowca           | Konstruktor | Czas   | Okr. |
| -- | ------------------ | ----------- | ------ | ---- |
| 4  | Juan Manuel Fangio | Mercedes    | 2:39,7 | 34   |

### Prowadzenie w wyścigu
Źródło: statsf1.com
| Nr                              | Kierowca           | Konstruktor | Okrążenia | Suma |
| ------------------------------- | ------------------ | ----------- | --------- | ---- |
| 4                               | Juan Manuel Fangio | Mercedes    | 1-66      | 66   |
| \| Wykres \| \| ------ \| \| \| |                    |             |           |      |
| Wykres                          |                    |             |           |      |
|                                 |                    |             |           |      |

## Klasyfikacja po wyścigu
Pierwsza piątka otrzymywała punkty według klucza 8-6-4-3-2, 1 punkt przyznawany był dla kierowcy, który wykonał najszybsze okrążenie w wyścigu. Klasyfikacja konstruktorów została wprowadzona w 1958 roku. Liczone było tylko 5 najlepszych wyścigów danego kierowcy. W nawiasach podano wszystkie zebrane punkty, nie uwzględniając zasady najlepszych wyścigów.
Uwzględniono tylko kierowców, którzy zdobyli jakiekolwiek punkty
| P  | +/− | Kierowca              | Starty | Punkty     | P1 | P2 | P3 | PP | NO | NS |
| -- | --- | --------------------- | ------ | ---------- | -- | -- | -- | -- | -- | -- |
| 1  | 0   | Juan Manuel Fangio    | 6      | 42 (44,14) | 5  | –  | –  | 4  | 3  | –  |
| 2  | 0   | José Froilán González | 6      | 23,64      | 1  | 2  | 1  | 1  | 2  | 1  |
| 3  | 0   | Maurice Trintignant   | 6      | 15         | –  | 1  | 1  | –  | –  | 2  |
| 4  | 0   | Mike Hawthorn         | 6      | 10,64      | –  | 2  | –  | –  | 1  | 3  |
| 5  | 0   | Karl Kling            | 4      | 10         | –  | 1  | –  | –  | 1  | 1  |
| 6  | 0   | Bill Vukovich         | 1      | 8          | 1  | –  | –  | –  | –  | –  |
| 7  | 0   | Giuseppe Farina       | 2      | 6          | –  | 1  | –  | 1  | –  | 1  |
| 8  | 0   | Jimmy Bryan           | 1      | 6          | –  | 1  | –  | –  | –  | –  |
| 9  | +12 | Hans Herrmann         | 3      | 5          | –  | –  | 1  | –  | 1  | 2  |
| 10 | −1  | Jack McGrath          | 1      | 5          | –  | –  | 1  | 1  | 1  | –  |
| 11 | −1  | Onofre Marimón        | 4      | 4,14       | –  | –  | 1  | –  | 1  | 3  |
| 11 | 0   | Stirling Moss         | 4      | 4,14       | –  | –  | 1  | –  | 1  | 3  |
| 13 | −1  | Robert Manzon         | 3      | 4          | –  | –  | 1  | –  | –  | 1  |
| 14 | 0   | Sergio Mantovani      | 3      | 4          | –  | –  | –  | –  | –  | –  |
| 15 | −2  | Prince Bira           | 5      | 3          | –  | –  | –  | –  | –  | 2  |
| 16 | N   | Roberto Mieres        | 6      | 3          | –  | –  | –  | –  | –  | 4  |
| 17 | −2  | André Pilette         | 3      | 2          | –  | –  | –  | –  | –  | 1  |
| 18 | −2  | Luigi Villoresi       | 2      | 2          | –  | –  | –  | –  | –  | 1  |
| 19 | −2  | Élie Bayol            | 1      | 2          | –  | –  | –  | –  | –  | –  |
| 19 | −2  | Mike Nazaruk          | 1      | 2          | –  | –  | –  | –  | –  | –  |
| 21 | −2  | Duane Carter          | 1      | 1,5        | –  | –  | –  | –  | –  | –  |
| 21 | −2  | Troy Ruttman          | 1      | 1,5        | –  | –  | –  | –  | –  | –  |
| 23 | −1  | Jean Behra            | 6      | 0,14       | –  | –  | –  | –  | 1  | 4  |
| 24 | −1  | Alberto Ascari        | 2      | 0,14       | –  | –  | –  | –  | 1  | 2  |
| P  | +/− | Kierowca              | Starty | Punkty     | P1 | P2 | P3 | PP | NO | NS |